# Dekanat Mieszkowice
Dekanat Mieszkowice – jeden z dekanatów należący do archidiecezji szczecińsko-kamieńskiej.

## Parafie
- Parafia św. Antoniego w Boleszkowicach
- Parafia Najświętszej Maryi Panny Częstochowskiej w Czelinie
- Parafia Przemienienia Pańskiego w Mieszkowicach
- Troszyn (pw. Wniebowzięcia NMP)
- Warnice (pw. św. Józefa Oblub. NMP)
- Witnica (pw. Chrystusa Króla)
- Zielin (pw. Narodzenia NMP)

## Dziekan i wicedziekan
- Dziekan: ks. mgr. Adam Ścibek SDB
- Wicedziekan: ks. kan. Marek Szczucki[1]